# Conjunto multiplicativamente cerrado
Dado un anillo conmutativo y unitario A. Un subconjunto S de A se dice que es multiplicativamente cerrado si verifica:
- {\displaystyle 1\in S}
- {\displaystyle s_{1}s_{2}\in S} para cualesquiera {\displaystyle s_{1},s_{2}\in S}

## Ejemplos
Ejemplos comunes de conjuntos multiplicativamente cerrados incluyen:
- El complemento de un conjunto de un ideal primo en un anillo conmutativo;
- El conjunto {\displaystyle \{1,x,x^{2},x^{3},\dots \}}, donde x es un elemento fijo del anillo;
- El conjunto de unidades de un anillo;
- El conjunto de no divisores de cero de un anillo;
- 1 + I   para un ideal I.